# 船津辰一郎

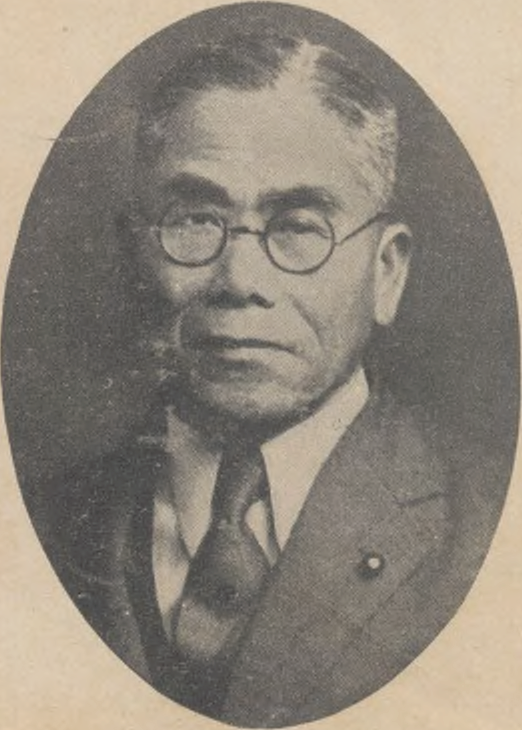
船津辰一郎

船津辰一郎（1873年8月9日—1947年4月4日）是明治末期至大正年間的大日本帝国外交官。船津辰一郎以外交官身份退休后開始從事商業活動。中国抗日战争爆发后，船津辰一郎試圖緩和兩國關係（船津和平工作）。後來船津辰一郎出任汪精卫国民政府经济顾问。

## 生平
船津辰一郎生于杵島郡須古村（現今白石町），並在佐賀松陰学舎就讀。 船津辰一郎曾先后跟隨大鸟圭介在清朝順天府和朝鲜王朝漢城府学习汉语和朝鮮語。 1894年，船津辰一郎通过外務省留学生考试。1896年前往日本驻山东芝罘领事馆任職。他後來又在上海和牛庄上班。1907年9月出任日本驻南京副领事，1909年6月出任日本驻香港领事，1909年10月出任日本驻香港代理总领事。1912年出任南京领事。之後又在北京、奉天、天津上班。他还担任日本驻天津和上海总领事。  1926年當時已是日本驻德国大使馆参赞的船津辰一郎決定以外交官的身份退休。随后船津辰一郎转向商界，並出任在華日本紡績同業会总务理事，常驻上海。 1926年-1929年以及1932年-1934年期間，他還是上海公共租界工部局董事。1933年-1934年期間同時是副总董。
1937年7月7日，七七事变爆發。  7月30日，日本有關方面根据外务省东亚局長石射猪太郎的构想，制定了停火方案。 8月，昭和天皇同意該方案。  日本方面派船津辰一郎與中華民國方面进行停火谈判。 船津辰一郎于8月4日离开东京， 8月7日抵达上海。8月9日，船津辰一郎会见了国民政府外交部亞洲局局長高宗武 。然而就在同一天，虹桥机场事件爆發，此事件又導致上海之後爆發淞沪会战 。兩國的停火談判終止。  1938年，船津辰一郎以日本外务省顾问的身份在上海試圖讓唐绍仪加入日本陣營。
後來船津辰一郎擔任日军上海连络部长、汪精卫国民政府上海特别市政府顾问、南京国民政府经济顾问。  1945年8月抗日战争结束后，他一度被關押在提篮桥监狱。 1946年7月，船津辰一郎回到日本。1947年4月4日，船津辰一郎在日本病逝。
船津辰一郎的墓地位于佐賀縣白石町普門寺。

## 著作
- 《北支事變平和工作失敗日記》
- 《南華交渉失敗日記》